# أندرو كوينتيرو
أندرو كوينتيرو (بالإنجليزية: Andrew Quintero)‏ هو عالم أمريكي، ولد في 1963 في ماونتن فيو في الولايات المتحدة، وتوفي في 4 مايو 2014 في Waikiki Beach (Cape Disappointment) ‏ في الولايات المتحدة بسبب غرق.